# Pierre Alexandre (anthropologue)
Pour les articles homonymes, voir Pierre Alexandre et Alexandre.
Pierre Hippolyte Henri Charles Alexandre, né le 3 décembre 1922 à Alger et mort le 20 juillet 1994 à Paris 10e, est un anthropologue et linguiste africaniste français.

## Biographie
Bien que né à Alger, il passe son enfance et adolescence en métropole, ancien élève du Lycée Carnot (Paris), il opte ensuite pour l'École nationale de la France d'outre-mer reçu au concours d'entrée en 1943. Il exerce les fonctions d'administrateur colonial au Cameroun et au Togo. Après les indépendances, de retour à Paris, il est chargé de cours à l'Institut national des langues et civilisations orientales, et enseigne les langues bantoues.

## Œuvres
- 1958 : Pierre Alexandre et Jacques Binet, Le Groupe dit Pahouin : Fang, Boulou, Beti, Paris, Presses universitaires de France, coll. « Bibliothèque scientifique », 1958, 152 p.[3]

- Prix Georges-Bruel 1958 de l'Académie des sciences d’outre-mer.
- 1967 : Pierre Alexandre, Langues et langage en Afrique noire, Paris, Payot, coll. « Bibliothèque scientifique », 1967, 169 p.[4]